# Brazilská hymna
Hymna Brazílie byla zkomponována v roce 1822, ale svoji funkci plní až od roku 1831. Zpočátku byla hymna beze slov, ale v roce 1909 byla vypsána veřejná soutěž a na oslavu stého výročí nezávislosti byl text v roce 1922 oficiálně přijat. Autorem hudby je Francisco Manoel da Silva, slova napsal Joaquim Osório Duque Estrada.

## Text hymny
| Originální znění | Český překlad |
| --- | --- |
| Ouviram do Ipiranga as margens plácidas de um povo heróico o brado retumbante, e o sol da liberdade, em raios fúlgidos, brilhou no céu da pátria nesse instante. Se o penhor dessa igualdade conseguimos conquistar com braço forte, em teu seio, ó liberdade, desafia o nosso peito a própria morte! Ó Pátria amada, idolatrada, salve! Salve! Brasil, um sonho intenso, um raio vívido de amor e de esperança à terra desce, se em teu formoso céu, risonho e límpido, a imagem do cruzeiro resplandece. Gigante pela própria natureza, és belo, és forte, impávido colosso, e teu futuro espelha essa grandeza. Ref: Terra adorada, entre outras mil, és tu, Brasil, ó pátria amada! Dos filhos deste solo és mãe gentil, pátria amada, Brasil! Deitado eternamente em berço esplêndido, ao som do mar e à luz do céu profundo, fulguras, ó Brasil, florão da América, iluminado ao sol do novo mundo! Do que a terra, mais garrida, teus risonhos lindos campos têm mais flores; Nossos bosques têm mais vida, Nossa vida em teu seio mais amores. Ó pátria amada, idolatrada, salve! Salve! Brasil, de amor eterno seja símbolo o lábaro que ostentas estrelado, e diga o verde-louro dessa flâmula - paz no futuro e glória no passado. Mas, se ergues da justiça a clava forte, verás que um filho teu não foge à luta, nem teme, quem te adora, a própria morte. Ref: Terra adorada… | Klidnými břehy Ypirangy nese se hlasité volání hrdinných lidí. A slunce svobody jasnými paprsky osvětluje v tento okamžik nebe naší vlasti. Slib rovnoprávnosti stvrzen byl silným stiskem našich rukou, Ve tvém lůně, ó Svobodo, jsme připraveni zemřít. Ó milovaná, zbožňovaná vlasti, sláva ti, sláva! Brazílie, živý sen, jiskrný paprsek lásky a svobody snesl se na zem, jak na tvém krásnem nebi, smějící se a průzračný obraz Jižního kříže září. Jsi veliká překrásná, silná; jsi nebojácný obr, ve tvé budoucnosti zrcadlí se vznešenost. Ref: Ó země, kterou zbožňujeme, nad tisíc ostatních. Ty jsi, Brazílie námi milovaná. Jsi něžná matka synů této země, milovaná vlasti, Brazílie! Navěky ležíš v okázalé kolébce, zvukem moře a světlem z hlubin oblohy, třpytíš se, Brazílie, květe Ameriky, ozářená sluncem Nového světa. Na tvých veselých polích je více květin než v kterékoliv jiné zemi, ve tvých lesích je více života, život ve tvém lůně nám dává lásku. Ó milovaná, zbožňovaná vlasti, sláva ti, sláva! Brazílie, jako věčný symbol měj hvězdnatý prapor a vždy ho ukazuj, A nechť zeleň této vlajky hovoří jazykem míru o budoucnosti a jazykem slávy o minulosti. Pokud však pozvedneš kyj ve jménu spravedlnosti, uzříš, že tví synové z boje neutíkají, nikdo, kdo tě miluje, se smrti nebojí. Ref: Ó země, kterou zbožňujeme... |